# Други Континентални конгрес
Други Континентални конгрес (енгл. Second Continental Congress) је била конвенција делегата из тринаест колонија која је започела заседање 10. маја 1775. у Филаделфији, Пенсилванија, убрзо након што су борбе у Америчком рату за независност отпочеле. Овај конгрес је дошао после Првог континенталног конгреса, који је заседао од 5. септембра 1774. до 26. октобра 1774, у истом граду. Други Конгрес је управљао ратним напорима и вукао потезе према успостављању независности, усвојивши Декларацију независности Сједињених Држава 4. јула 1776. Како се бавио регрутовањем армија, управљањем стратегијом, постављањем дипломата и усвајањем званичних споразума, Други Континентални конгрес је де факто деловао као национална влада будућих Сједињених Држава.
Када је Други Континентални конгрес почео да заседа 10. маја 1775, радило се практично о поновном заседању Првог Континенталног конгреса. Многи од 56 делегата који су били на Првом конгресу су били присутни и на Другом, а делегати су одабрали истог председника (Пејтон Рандолф) и секретара (Чарлс Томсон). Међу значајним новим делегатима су били Бенџамин Френклин из Пенсилваније и Џон Хенкок из Масачусетса. У року од две недеље, Рандолф је позван назад у Вирџинију да председава тамошњом скупштином (House of Burgesses); у делегацији Вирџиније га је заменио Томас Џеферсон, који је стигао неколико недеља касније. Хенри Мидлтон је изабран за председника уместо Рандолфа, али је одбио именовање. Хенкок је изабран за председника 24. маја.
Делегати из дванаест од тринаест колонија су били присутни. Џорџија није учествовала у Првом Континенталном конгресу и првобитно није послала делегате ни на Други Конгрес. 13. маја 1775, Лајман Хол је примљен као делегат парохије Светог Џона из колоније Џорџије, али не као делегат из саме колоније. 4. јула 1775, револуционари из Џорџије су одржали провинцијски конгрес како би одлучили како да реагују на Америчку револуцију, и овај конгрес је 8. јула одлучио да пошаље делегате на Континентални конгрес. Ови делегати су стигли 20. јула.

## Датуми и места заседања
- 10. мај 1775 – 12. децембар 1776, Филаделфија, Пенсилванија
- 20. децембар 20 1776 – 4. март 1777, Балтимор, Мериленд
- 5. март 5 1777 – 18. септембар 1777, Филаделфија
- 27. септембар 1777 (једнодневно), Ланкастер, Пенсилванија
- 30. септембар 1777 – 27. јун 1778, Јорк, Пенсилванија
- 2. јул 1778 – 1. март 1781, Филаделфија

## Даља литература
- Adams, Willi Paul. The First American Constitutions: Republican Ideology and the Making of the State Constitutions in the Revolutionary Era.'. University of North Carolina Press. 1980. ISBN 978-0-7425-2069-1.
- Francis D. Cogliano, Revolutionary America, 1763-1815: A Political History. 2000. ISBN 978-0-415-18057-3. London.
- Henderson, H. James (2002) [1974]. Party Politics in the Continental Congress. Rowman & Littlefield. ISBN 978-0-8191-6525-1.
- Kruman, Marc W. Between Authority and Liberty: State Constitution Making in Revolutionary America. 1997. ISBN 978-0-8078-4797-8. University of North Carolina Pr.
- Miller, John C (1948). Triumph of Freedom, 1775-1783. ISBN 978-0-313-20779-2.
- Montross, Lynn (1970) [1950]. The Reluctant Rebels; the Story of the Continental Congress, 1774–1789. Barnes & Noble. ISBN 978-0-389-03973-0.
- Rakove, Jack N. The Beginnings of National Politics: An Interpretive History of the Continental Congress. 1979. ISBN 978-0-8018-2864-5. Knopf.